# Danh sách tiểu hành tinh: 14801–14900
| Tên                  | Tên đầu tiên | Ngày phát hiện       | Nơi phát hiện            | Người phát hiện                  |
| -------------------- | ------------ | -------------------- | ------------------------ | -------------------------------- |
| 14801 -              | 1980 PE3     | 15 tháng 8 năm 1980  | Siding Spring            | Royal Observatory Edinburgh      |
| 14802 -              | 1981 DJ2     | 28 tháng 2 năm 1981  | Siding Spring            | S. J. Bus                        |
| 14803 -              | 1981 EL7     | 1 tháng 3 năm 1981   | Siding Spring            | S. J. Bus                        |
| 14804 -              | 1981 EW13    | 1 tháng 3 năm 1981   | Siding Spring            | S. J. Bus                        |
| 14805 -              | 1981 ED15    | 1 tháng 3 năm 1981   | Siding Spring            | S. J. Bus                        |
| 14806 -              | 1981 EV25    | 2 tháng 3 năm 1981   | Siding Spring            | S. J. Bus                        |
| 14807 -              | 1981 EN26    | 2 tháng 3 năm 1981   | Siding Spring            | S. J. Bus                        |
| 14808 -              | 1981 EV27    | 2 tháng 3 năm 1981   | Siding Spring            | S. J. Bus                        |
| 14809 -              | 1981 ES28    | 6 tháng 3 năm 1981   | Siding Spring            | S. J. Bus                        |
| 14810 -              | 1981 EM31    | 2 tháng 3 năm 1981   | Siding Spring            | S. J. Bus                        |
| 14811 -              | 1981 ED43    | 2 tháng 3 năm 1981   | Siding Spring            | S. J. Bus                        |
| 14812 Rosario        | 1981 JR1     | 9 tháng 5 năm 1981   | El Leoncito              | Felix Aguilar Observatory        |
| 14813 -              | 1981 QW2     | 23 tháng 8 năm 1981  | La Silla                 | H. Debehogne                     |
| 14814 Gurij          | 1981 RL2     | 7 tháng 9 năm 1981   | Nauchnij                 | L. G. Karachkina                 |
| 14815 Rutberg        | 1981 TH3     | 7 tháng 10 năm 1981  | Nauchnij                 | T. M. Smirnova                   |
| 14816 -              | 1981 UQ22    | 24 tháng 10 năm 1981 | Palomar                  | S. J. Bus                        |
| 14817 -              | 1982 FJ3     | 21 tháng 3 năm 1982  | La Silla                 | H. Debehogne                     |
| 14818 Mindeli        | 1982 UF7     | 21 tháng 10 năm 1982 | Nauchnij                 | L. G. Karachkina                 |
| 14819 Nikolaylaverov | 1982 UC11    | 25 tháng 10 năm 1982 | Nauchnij                 | L. V. Zhuravleva                 |
| 14820 Aizuyaichi     | 1982 VF4     | 14 tháng 11 năm 1982 | Kiso                     | H. Kosai, K. Hurukawa            |
| 14821 Motaeno        | 1982 VG4     | 14 tháng 11 năm 1982 | Kiso                     | H. Kosai, K. Hurukawa            |
| 14822 -              | 1984 SR5     | 21 tháng 9 năm 1984  | La Silla                 | H. Debehogne                     |
| 14823 -              | 1984 ST5     | 21 tháng 9 năm 1984  | La Silla                 | H. Debehogne                     |
| 14824 -              | 1985 CF2     | 13 tháng 2 năm 1985  | La Silla                 | H. Debehogne                     |
| 14825 -              | 1985 RQ      | 14 tháng 9 năm 1985  | Anderson Mesa            | E. Bowell                        |
| 14826 Nicollier      | 1985 SC1     | 16 tháng 9 năm 1985  | Đài thiên văn Zimmerwald | P. Wild                          |
| 14827 Hypnos         | 1986 JK      | 5 tháng 5 năm 1986   | Palomar                  | C. S. Shoemaker, E. M. Shoemaker |
| 14828 -              | 1986 QT1     | 27 tháng 8 năm 1986  | La Silla                 | H. Debehogne                     |
| 14829 Povalyaeva     | 1986 TR11    | 3 tháng 10 năm 1986  | Nauchnij                 | L. G. Karachkina                 |
| 14830 -              | 1986 XR5     | 5 tháng 12 năm 1986  | Harvard Observatory      | Oak Ridge Observatory            |
| 14831 Gentileschi    | 1987 BS1     | 22 tháng 1 năm 1987  | La Silla                 | E. W. Elst                       |
| 14832 Alechinsky     | 1987 QC3     | 27 tháng 8 năm 1987  | La Silla                 | E. W. Elst                       |
| 14833 -              | 1987 SP1     | 21 tháng 9 năm 1987  | Anderson Mesa            | E. Bowell                        |
| 14834 Isaev          | 1987 SR17    | 17 tháng 9 năm 1987  | Nauchnij                 | L. I. Chernykh                   |
| 14835 Holdridge      | 1987 WF1     | 16 tháng 11 năm 1987 | Palomar                  | C. S. Shoemaker, E. M. Shoemaker |
| 14836 Maxfrisch      | 1988 CY      | 14 tháng 2 năm 1988  | Tautenburg Observatory   | F. Börngen                       |
| 14837 -              | 1988 RN2     | 8 tháng 9 năm 1988   | Đài thiên văn Brorfelde  | P. Jensen                        |
| 14838 -              | 1988 RK6     | 6 tháng 9 năm 1988   | La Silla                 | H. Debehogne                     |
| 14839 -              | 1988 RH8     | 11 tháng 9 năm 1988  | Smolyan                  | V. G. Shkodrov                   |
| 14840 -              | 1988 RR11    | 14 tháng 9 năm 1988  | Cerro Tololo             | S. J. Bus                        |
| 14841 -              | 1988 TU      | 13 tháng 10 năm 1988 | Kushiro                  | S. Ueda, H. Kaneda               |
| 14842 -              | 1988 TN1     | 13 tháng 10 năm 1988 | Kushiro                  | S. Ueda, H. Kaneda               |
| 14843 -              | 1988 VP3     | 12 tháng 11 năm 1988 | Gekko                    | Y. Oshima                        |
| 14844 -              | 1988 VT3     | 14 tháng 11 năm 1988 | Kushiro                  | S. Ueda, H. Kaneda               |
| 14845 Hegel          | 1988 VS6     | 3 tháng 11 năm 1988  | Tautenburg Observatory   | F. Börngen                       |
| 14846 Lampedusa      | 1989 BH      | 29 tháng 1 năm 1989  | Bologna                  | Osservatorio San Vittore         |
| 14847 -              | 1989 CY2     | 4 tháng 2 năm 1989   | La Silla                 | E. W. Elst                       |
| 14848 -              | 1989 GK1     | 3 tháng 4 năm 1989   | La Silla                 | E. W. Elst                       |
| 14849 -              | 1989 GQ1     | 3 tháng 4 năm 1989   | La Silla                 | E. W. Elst                       |
| 14850 -              | 1989 QH      | 29 tháng 8 năm 1989  | Kitami                   | K. Endate, K. Watanabe           |
| 14851 -              | 1989 SD      | 23 tháng 9 năm 1989  | Kani                     | Y. Mizuno, T. Furuta             |
| 14852 -              | 1989 SE      | 23 tháng 9 năm 1989  | Kani                     | Y. Mizuno, T. Furuta             |
| 14853 -              | 1989 SX      | 30 tháng 9 năm 1989  | Kitami                   | K. Endate, K. Watanabe           |
| 14854 -              | 1989 SO1     | 16 tháng 9 năm 1989  | La Silla                 | E. W. Elst                       |
| 14855 -              | 1989 SP9     | 25 tháng 9 năm 1989  | La Silla                 | H. Debehogne                     |
| 14856 -              | 1989 SY13    | 16 tháng 9 năm 1989  | Calar Alto               | J. M. Baur, K. Birkle            |
| 14857 -              | 1989 TT      | 1 tháng 10 năm 1989  | Palomar                  | E. F. Helin                      |
| 14858 -              | 1989 UW3     | 27 tháng 10 năm 1989 | Palomar                  | E. F. Helin                      |
| 14859 -              | 1989 WU1     | 25 tháng 11 năm 1989 | Kushiro                  | S. Ueda, H. Kaneda               |
| 14860 -              | 1989 WD3     | 27 tháng 11 năm 1989 | Gekko                    | Y. Oshima                        |
| 14861 -              | 1990 DA2     | 24 tháng 2 năm 1990  | La Silla                 | H. Debehogne                     |
| 14862 -              | 1990 EQ2     | 2 tháng 3 năm 1990   | La Silla                 | E. W. Elst                       |
| 14863 -              | 1990 OK      | 18 tháng 7 năm 1990  | Palomar                  | E. F. Helin                      |
| 14864 -              | 1990 QK4     | 23 tháng 8 năm 1990  | Palomar                  | H. E. Holt                       |
| 14865 -              | 1990 QE7     | 20 tháng 8 năm 1990  | La Silla                 | E. W. Elst                       |
| 14866 -              | 1990 RF1     | 14 tháng 9 năm 1990  | Palomar                  | H. E. Holt                       |
| 14867 -              | 1990 RW4     | 15 tháng 9 năm 1990  | Palomar                  | H. E. Holt                       |
| 14868 -              | 1990 RA7     | 13 tháng 9 năm 1990  | La Silla                 | H. Debehogne                     |
| 14869 -              | 1990 ST8     | 22 tháng 9 năm 1990  | La Silla                 | E. W. Elst                       |
| 14870 -              | 1990 SM14    | 24 tháng 9 năm 1990  | La Silla                 | H. Debehogne                     |
| 14871 Pyramus        | 1990 TH7     | 13 tháng 10 năm 1990 | Tautenburg Observatory   | L. D. Schmadel, F. Börngen       |
| 14872 Hoher List     | 1990 UR      | 23 tháng 10 năm 1990 | Hoher List               | E. W. Elst                       |
| 14873 Shoyo          | 1990 UQ2     | 28 tháng 10 năm 1990 | Minami-Oda               | K. Kawanishi, M. Sugano          |
| 14874 -              | 1990 US4     | 16 tháng 10 năm 1990 | La Silla                 | E. W. Elst                       |
| 14875 -              | 1990 WZ1     | 18 tháng 11 năm 1990 | La Silla                 | E. W. Elst                       |
| 14876 -              | 1990 WD2     | 18 tháng 11 năm 1990 | La Silla                 | E. W. Elst                       |
| 14877 Zauberflöte    | 1990 WC9     | 19 tháng 11 năm 1990 | La Silla                 | E. W. Elst                       |
| 14878 -              | 1990 WE9     | 19 tháng 11 năm 1990 | La Silla                 | E. W. Elst                       |
| 14879 -              | 1991 AL2     | 7 tháng 1 năm 1991   | Siding Spring            | R. H. McNaught                   |
| 14880 -              | 1991 CJ1     | 7 tháng 2 năm 1991   | Geisei                   | T. Seki                          |
| 14881 -              | 1991 PK      | 5 tháng 8 năm 1991   | Palomar                  | H. E. Holt                       |
| 14882 -              | 1991 PP11    | 9 tháng 8 năm 1991   | Palomar                  | H. E. Holt                       |
| 14883 -              | 1991 PT11    | 7 tháng 8 năm 1991   | Palomar                  | H. E. Holt                       |
| 14884 -              | 1991 PH16    | 7 tháng 8 năm 1991   | Palomar                  | H. E. Holt                       |
| 14885 -              | 1991 RF2     | 6 tháng 9 năm 1991   | Haute Provence           | E. W. Elst                       |
| 14886 -              | 1991 RL9     | 11 tháng 9 năm 1991  | Palomar                  | H. E. Holt                       |
| 14887 -              | 1991 RQ14    | 15 tháng 9 năm 1991  | Palomar                  | H. E. Holt                       |
| 14888 Kanazawashi    | 1991 SN1     | 30 tháng 9 năm 1991  | Kitami                   | K. Endate, K. Watanabe           |
| 14889 -              | 1991 VX2     | 5 tháng 11 năm 1991  | Dynic                    | A. Sugie                         |
| 14890 -              | 1991 VG3     | 4 tháng 11 năm 1991  | Palomar                  | E. F. Helin                      |
| 14891 -              | 1991 VY4     | 5 tháng 11 năm 1991  | Kiyosato                 | S. Otomo                         |
| 14892 -              | 1991 VE5     | 4 tháng 11 năm 1991  | Kiyosato                 | S. Otomo                         |
| 14893 -              | 1992 DN6     | 29 tháng 2 năm 1992  | La Silla                 | UESAC                            |
| 14894 -              | 1992 EA8     | 2 tháng 3 năm 1992   | La Silla                 | UESAC                            |
| 14895 -              | 1992 EJ24    | 2 tháng 3 năm 1992   | La Silla                 | UESAC                            |
| 14896 -              | 1992 EB26    | 8 tháng 3 năm 1992   | La Silla                 | UESAC                            |
| 14897 -              | 1992 GE5     | 6 tháng 4 năm 1992   | La Silla                 | E. W. Elst                       |
| 14898 -              | 1992 JR3     | 7 tháng 5 năm 1992   | La Silla                 | H. Debehogne                     |
| 14899 -              | 1992 LS      | 3 tháng 6 năm 1992   | Palomar                  | G. J. Leonard                    |
| 14900 -              | 1992 RH5     | 2 tháng 9 năm 1992   | La Silla                 | E. W. Elst                       |